# Cinquanta sfumature di grigio (film)
Cinquanta sfumature di grigio (Fifty Shades of Grey) è un film del 2015 diretto da Sam Taylor-Johnson.
La pellicola, con protagonisti Jamie Dornan e Dakota Johnson, è l'adattamento cinematografico dell'omonimo romanzo del 2011 scritto da E. L. James, qui produttrice del film.

## Trama
La ventunenne Anastasia Steele studia letteratura inglese alla Washington State University di Vancouver. Quando la sua amica e coinquilina, Katherine "Kate" Kavanagh, si ammala improvvisamente, si ritrova a sostituirla per un'intervista del giornale studentesco a Christian Grey, un imprenditore miliardario di Seattle di 27 anni. La ragazza rimane turbata dal carattere e dal fascino del carismatico uomo, il quale comincia a nutrire un particolare interesse per lei. Infatti, poco tempo dopo, la visita al negozio di bricolage dove lavora e accetta la proposta di Ana per un servizio fotografico che accompagni l'articolo sul giornale.
Dopo un appuntamento in un caffè, Christian dichiara di non essere l'uomo per lei, nonostante la ragazza pensasse fossero sul punto di baciarsi. Tuttavia, in seguito, l'uomo le spedisce come regalo delle costose prime edizioni tra cui Tess dei D'Urbervilles di Thomas Hardy. Ana, durante i festeggiamenti post laurea, si ubriaca e telefona a Christian prendendosi gioco del suo gesto e del suo atteggiamento. L'uomo la raggiunge al locale prima che la ragazza svenga. La mattina dopo Ana si sveglia nella camera d'hotel di Christian, ma quest'ultimo le rivela che non si sono spinti oltre.
I due iniziano a frequentarsi, ma Christian frappone tra di loro un accordo di non divulgazione; egli è infatti attratto solo da una relazione bondage e propone un ulteriore contratto che implichi un tale rapporto. Ana è disposta a vivere questa esperienza, ma ammette di essere vergine. L'uomo, sorpreso, decide di tralasciare la documentazione per concedere alla ragazza una prima esperienza sessuale "regolare".
Quindi Christian non si trattiene dal farle costosi regali, come un computer e una nuova auto. Decide persino di presentarla alla sua famiglia; sennonché, durante una cena, Ana rivela il suo prossimo ma temporaneo viaggio in Georgia per far visita alla madre. Lì matura il desiderio di una relazione romantica, e il messaggio arriva inaspettato a Christian. Tuttavia l'uomo stesso nutre sentimenti nuovi e di grande affezione per la ragazza tanto da presentarsi sorprendentemente in Georgia e da convincerla a rimanere con lui.
I due, su proposta dell'uomo, provano ulteriori esperimenti sessuali a cui Ana partecipa consenziente e molto attratta. Tuttavia si rende conto del distacco emotivo di Christian in queste situazioni. Mentre considera la possibilità di firmare definitivamente il contratto, decide di provare a comprendere la psicologia di Christian, chiedendogli di dimostrarle come l'avrebbe punita per tutte le volte che avesse infranto le sue regole. L'uomo quindi la fustiga con una cintura per sei volte, obbligandola a contarle. In seguito tenta di aiutarla a rialzarsi, ma la ragazza lo spintona via irritata e disgustata. Ciò non ha niente a che fare con le aspettative romantiche di Ana la quale, riconoscendo che Christian non è l'uomo che fa per lei, lo abbandona.

## Produzione
Ad inizio 2012 svariate case di distribuzione statunitensi si dichiarano interessate all'acquisizione dei diritti cinematografici della trilogia Cinquanta sfumature di grigio. Le offerte per i diritti arrivano da Warner Bros., Sony, Paramount Pictures, Universal Pictures e Closest to the Hole Productions, piccola casa di distribuzione di Mark Wahlberg. Nel marzo 2012 la Universal si aggiudica i diritti della saga assieme alla Focus Features per 3 milioni di dollari.
Il budget del film è stato di circa 40 milioni di dollari.

### Cast
Per il ruolo di Christian Grey furono presi in considerazione Ryan Gosling, Stephen Amell, Garrett Hedlund, Ian Somerhalder, Theo James e Robert Pattinson; il 2 settembre 2013 venne scelto Charlie Hunnam, ma, a pochi giorni dall'inizio delle riprese, lascia la produzione del film a causa di impegni televisivi. Anche Scott Eastwood, figlio del celebre Clint, ha rifiutato la parte perché "richiedeva una piena nudità frontale, inoltre c'erano altre cose del personaggio che non erano nelle mie corde". Il 24 ottobre 2013 viene annunciato che il protagonista sarebbe stato Jamie Dornan.
Per interpretare Anastasia Steele tra le attrici furono candidate Kristen Stewart, Elizabeth Olsen, Shailene Woodley, Felicity Jones. Emilia Clarke incontrò anche la regista ma poi rifiutò la parte motivando così: "Ho rifiutato per le scene di nudo: non voglio che mi si etichetti così". Nel settembre 2013 viene scelta Dakota Johnson.

### Sceneggiatura
Nonostante lo scrittore Bret Easton Ellis si fosse candidato a scrivere la sceneggiatura del film, sono stati scelti Kelly Marcel e Patrick Marber, mentre Mark Bomback è stato chiamato dalla Universal come consulente e supervisore per la sceneggiatura.

### Regia
Nel maggio 2013 viene scelto Joe Wright come regista, ma non viene trovato un accordo per il conflitto con la programmazione dei progetti già fissati del regista. Successivamente vengono presi in considerazione altri registi come Patty Jenkins, Bill Condon, Bennett Miller e Steven Soderbergh. Nel giugno 2013 la stessa E. L. James annuncia che il posto è andato a Sam Taylor-Johnson.

### Riprese
Inizialmente le riprese erano previste per il novembre 2013 in Canada ma vengono rinviate a dicembre, mese in cui iniziano. Le riprese si svolgono a Vancouver, soprattutto a Gastown, centro storico della città, mentre il Bentall 5 viene utilizzato come appartamento del protagonista. Le riprese terminano ufficialmente il 21 febbraio 2014.

## Colonna sonora
La colonna sonora di Cinquanta sfumature di grigio racchiude diversi musicisti e comprende 16 canzoni, tra cui brani di Rolling Stones, Frank Sinatra e Annie Lennox. Beyoncé ha realizzato i remix dei suoi brani Crazy in Love e Haunted appositamente per la pellicola, mentre Earned It, di The Weeknd, è stata usata come colonna sonora per i titoli di coda e nel videoclip, diretto dalla stessa regista del film, Sam Taylor-Johnson, è presente anche l'attrice Dakota Johnson, legata e appesa al soffitto in pose sensuali.
La traccia principale Love Me like You Do di Ellie Goulding ha raggiunto la prima posizione della classifica ufficiale inglese. In più il brano è in vetta alla classifica dei singoli più venduti su iTunes in 33 paesi.

## Promozione
Il primo teaser trailer del film viene diffuso il 21 luglio 2014 mentre il trailer esteso viene diffuso il seguente giovedì, 24 luglio insieme alla versione italiana.

## Distribuzione
Il film è stato proiettato in anteprima mondiale al Festival internazionale del cinema di Berlino l'11 febbraio 2015, mentre è stato distribuito nelle sale cinematografiche statunitensi a partire dal 14 febbraio 2015 ed in quelle italiane dal 12 febbraio dello stesso anno.

### Divieti
La pellicola viene vietata ai minori di 17 anni non accompagnati, negli Stati Uniti d'America e in Australia per la presenza di "forti contenuti sessuali, inclusi dialoghi, comportamenti inconsueti, nudità, e linguaggio non adatto". In Spagna, Regno Unito e Russia è stato vietato ai minori di 18 anni perché "il film contiene sesso spinto e nudità, oltre a ritrarre un gioco di ruolo erotico basato sulla dominazione-sottomissione e pratiche sadomasochistiche. Ci sono inoltre forti riferimenti verbali a tali pratiche e agli strumenti utilizzati"; in Italia, invece, viene vietato ai minori di 14 anni. La pellicola non è stata distribuita in Kenya, Indonesia, Malaysia ed Emirati Arabi Uniti per la presenza di scene di sesso, mentre in Vietnam il film è stato vietato ai minori di 16 anni nonostante sia stato distribuito con quasi mezz'ora di contenuti tagliati, ovvero tutte le scene di sesso dei protagonisti.

## Accoglienza

### Incassi
La pellicola ha ottenuto incassi record in tutto il mondo dopo il primo weekend di programmazione, raggiungendo la cifra di 311 milioni di dollari in otto giorni, di cui 8,5 milioni di Euro in Italia.
La pellicola ha incassato 571.006.128 dollari in tutto il mondo, di cui 166.167.230 negli Stati Uniti e 404.838.898 nel resto del mondo, equivalente al 70% del totale. In Italia la pellicola ha incassato 19.625.340 dopo tre settimane di programmazione, facendolo diventare il quarto film più visto del 2015. Anche in Brasile il film ha ottenuto un grande successo: con un incasso di 79,4 milioni di dollari è il film più visto dal 2013.

### Critica
Il film è stato stroncato dalla critica. Sul sito Rotten Tomatoes ha ottenuto il 26% di giudizi positivi su 258 recensioni professionali, con un voto medio di 4,2 su 10; su Metacritic i giudizi positivi dei critici sono il 46% mentre il voto degli utenti è di 3 su 10; su Internet Movie Database ottiene il voto del pubblico di 4,1 su 10. Claudia Puig della rivista USA Today ha definito "i dialoghi ridicoli e il ritmo lento", aggiungendo che "il film può essere visto come una forma di tortura". Stephanie Merry, sul quotidiano The Washington Post, ha scritto "alla fine, qui non c'è niente che non abbiamo mai visto prima" e Chris Vognar afferma sul The Dallas Morning News che "è difficile ricordare l'ultima volta di un sesso tanto noioso".
Il critico Frank Sheck dell'Hollywood Reporter posiziona il film al quinto posto dei film più brutti del decennio 2010-2019, insieme agli altri capitoli della saga.
Nell'edizione del 2016 dei Razzie Awards, il film vince cinque premi (peggior film, peggior attore protagonista a Jamie Dornan, peggior attrice protagonista a Dakota Johnson, peggior coppia a Jamie Dornan e Dakota Johnson, peggior sceneggiatura a Kelly Marcel) oltre a ricevere la candidatura per il peggior regista a Sam Taylor-Johnson.

### Primati
In Italia sono stati venduti 180.000 biglietti nelle prevendite, mentre a livello internazionale sono 2.75 milioni i biglietti venduti in 39 nazioni, facendo raggiungere il più alto numero di prevendite mai registrato.

## Riconoscimenti
- 2016 - Premio Oscar[49]
  - Candidatura per la migliore canzone originale (Earned It) a Abel Tesfaye, Ahmad Balshe, Jason Daheala Quenneville e Stephan Moccio
- 2016 - Golden Globe[50]
  - Candidatura per la migliore canzone originale (Love Me like You Do) a Ellie Goulding
- 2016 - Grammy Award
  - Candidatura per la miglior colonna sonora per un film
  - Candidatura per la miglior canzone (Earned It)
- 2016 - Satellite Award[51]
  - Candidatura per la miglior canzone originale (Love Me like You Do)
- 2016 - Critics' Choice Movie Award[52]
  - Candidatura per la miglior canzone originale (Love Me like You Do)
- 2015 - Golden Trailer Awards
  - Candidatura per il miglior trailer di un film sentimentale
- 2016 - Black Reel Awards
  - Candidatura per la miglior canzone originale (Love Me like You Do)
- 2016 - Houston Film Critics Society Awards
  - Candidatura per la miglior canzone originale (Love Me like You Do)
- 2016 - Seattle Film Critics Awards
  - Candidatura per la miglior canzone originale (Earned It)
- 2015 - Women Film Critics Circle Awards
  - Candidatura per le migliori immagini femminili
- 2016 - MTV Movie Awards[53]
  - Candidatura per la miglior performance rivelazione a Dakota Johnson
  - Candidatura per il miglior bacio tra Dakota Johnson e Jamie Dornan

## Casi mediatici
A causa dei tanti litigi sul set per via dei disaccordi sulle riprese, la regista Sam Taylor-Johnson è stata licenziata dai futuri capitoli della saga; nel giugno 2017, la regista ha dichiarato:
(Sam Taylor-Johnson)

## Sequel
La Universal ha confermato ancor prima dell'uscita del primo film, che il sequel verrà diretto sempre da Sam Taylor-Johnson, mentre la diretta interessata ha successivamente annunciato che non ha nessuna intenzione di proseguire nella serie, per via dei noti e feroci dissidi avuti con la scrittrice E. L. James nel corso della produzione del film.
L'attore Jamie Dornan ha inoltre dichiarato che difficilmente parteciperà a un sequel per non creare dissapori con la moglie Amelia Warner. In seguito la notizia viene smentita in quanto gli attori sono vincolati da contratto per multipli film, ma la produzione del sequel è comunque ferma o posticipata per vari motivi, fra cui la volontà di E. L. James di riscrivere la sceneggiatura, che poi ha lasciato nelle mani del marito Niall Leonard.
Il 31 agosto 2015 la Universal annuncia il regista del sequel, che sarà James Foley. Nel novembre successivo viene annunciato che i due sequel del film, Cinquanta sfumature di nero e Cinquanta sfumature di rosso, verranno girati insieme, con le uscite fissate per San Valentino 2017 e San Valentino 2018.